# آرثر باري

آرثر باري (بالإنجليزية: Arthur Berry)‏ (و. 1862 – 1929 م) هو رياضياتي من المملكة المتحدة، والمملكة المتحدة لبريطانيا العظمى وأيرلندا، توفي في كامبريج، عن عمر يناهز 67 عاماً.

## جوائز
حصل على جوائز منها:
- نيشان الامبراطورية البريطانية من رتبة ضابط.